# تصویر مایل

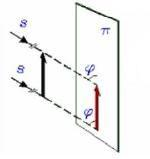
نشان دادن شکل تصویری ان

تصویر مایل یا تصویر اُبلیک (به انگلیسی: Oblique projection) نوعی تصویر موازی است که در آن — بر خلاف تصاویر ارتوگرافیک — خطوطی که جسم را به صفحهٔ تصویر متصل می‌کنند بر صفحهٔ تصویر عمود نیستند.
سه دستهٔ کلی تصاویر مایل عبارتند از:
- تصاویر کاوالیر (Cavalier)
- تصاویر کابینت (Cabinet)
- تصاویر مایل عمومی (General)

رسم تصاویر مایل ساده است و این رو در متن‌ها به عنوان روشی سریع جهت نمایش و انتقال اطلاعات زیاد استفاده می‌شوند. اما در محیط‌های حرفه‌ای کمتر مورد استفاده قرار می‌گیرند زیرا حاوی اعوجاج زیاد و تصویر حاصل از برای انسان غیرواقعی است و متقاعدکننده به نظر نمی‌رسد. استفادهٔ اصلی آن‌ها در جایی است که توجه اصلی روی وجه روبه‌رویِ جسم باشد و ژرفاها اهمیت چندانی نداشته باشند.

## نکات رسم
برای تصاویر مایل وجهی از جسم را که حاوی بیشترین اطلاعات است موازی با صفحهٔ تصویر فرض می‌کنند. این کار باعث می‌شود که در این وجه از تصویر نسبت اندازه‌ها حفظ شود. این موضوع به‌ویژه در اجسامی که حاوی اشکال دایره‌ای و منحنی هستند اهمیت بیشتری پیدا می‌کند زیرا اعوجاج تصویر مایل این شکل‌های هندسی در نظر انسان بیشتر است. همچنین باید توجه داشت که محاسبهٔ محل قرارگرفتن زوایا و اشکال نامنظمی که در راستای عمق تصویر قرار بگیرند با زحمت بیشتری همراه است.
حس ژرفا در تصاویر مایل با در نظر گرفتن زاویهٔ دورشوندگی برای جسم ایجاد می‌شود، این زاویهٔ معمولاً بین ۱۵ تا ۷۵ درجه در نظر گرفته می‌شود زیرا فراتر رفتن از این مقادیر اعوجاج تصویر را بسیار زیاد می‌کند.

## تصویر کاوالیر
در این نوع تصویرِ مایل، زاویهٔ بین خطوط تصویر و صفحهٔ تصویر ‎۴۵° است و در نتیجه اندازه‌های خطوطی از جسم که بر صفحهٔ تصویر عمود هستند در تصویر حفظ می‌شود. بر همین اساس در تصاویر کاوالیر می‌توان اندازه‌گیری‌ها را مستقیماً از روی تصویر انجام داد. مشکل این تصاویر اعوجاج زیادی است که در آن‌ها دیده می‌شود.
تصویر کاوالیر در مواردی مورد استفاده قرار می‌گیرد که ژرفای جسم کمتر از پهنا و بلندای آن باشد تا اعوجاج آن چندان به چشم نیاید.

## تصویر کابینت
در تصاویر کابینت، ژرفای جسم نصف اندازهٔ واقعی آن تصویر می‌شود. این کار باعث کاهش اعوجاج تصویر خواهد شد.

## تصویر مایل عمومی
به تصاویر مایلی که مقیاس عمق در آن‌ها مطابق تصاویر کابینت و کاوالیر نباشد، تصویر مایل عمومی می‌گویند. این نوع تصویر در جایی استفاده می‌شود که دو نوع تصویرسازی دیگر نتوانند تصویر قابل قبولی ارائه کنند.